# Lentistivalius aestivalius
Lentistivalius aestivalius är en loppart som först beskrevs av Jameson et Sakaguti 1954.  Lentistivalius aestivalius ingår i släktet Lentistivalius och familjen Stivaliidae. Inga underarter finns listade i Catalogue of Life.